# Tel Kabri
Tel Kabri si riferisce ai resti di un'antica città nell'attuale Israele, che fiorì nell'Età del Bronzo Medio (dal 1750 al 1500 a.C. circa). A questo periodo risalgono le fortificazioni e un palazzo. Si tratta di uno dei più grandi palazzi dell'età del bronzo medio in Israele. Il cumulo di rovine ha un'estensione di circa 34 ettari. Il nome antico della città non è noto con certezza, ma si chiamava Rehov nella prima Età del Ferro (dal 1200 a.C. circa). In epoca romana, il villaggio di Kabrita fu costruito a est delle rovine della città dell'Età del Bronzo.
Tel Kabri dista circa 5 chilometri dal mare. Il porto della città non è ancora stato identificato. La città ha probabilmente acquisito un significato speciale grazie a due sorgenti che hanno ripetutamente attirato i coloni. Una di queste sorgenti si trova all'interno dell'area della città murata dell'Età del Bronzo medio, l'altra un po' più a est delle mura.

## Storia
Ci sono prove che il sito della città successiva fosse già abitato all'epoca della cultura yarmukiana, intorno al 6000 a.C.. Nella prima età del bronzo fu costruita una città, che fu distrutta alla fine del periodo. Il sito fu risistemato poco dopo, a partire dal Bronzo Medio I (MBI), intorno al 2000 a.C.. A questo periodo risalgono alcune tombe e alcuni resti di edifici residenziali sotto il successivo palazzo. Queste abitazioni sono state spianate a un certo punto nel tempo e sembra che sia stato costruito un grande palazzo.

## Scavo archeologico
Dal 1957, Tel Kabri è stato oggetto di scavi da parte dell'Autorità israeliana per le antichità (Israel Antiquities Authority, IAA), in precedenza "Dipartimento israeliano delle antichità e dei musei" (IDAM), nonché di università israeliane e americane. Tra le scoperte effettuate nel sito dalle due spedizioni archeologiche su larga scala, due hanno attirato particolare attenzione da parte della comunità archeologica. Il primo ritrovamento che si è imposto all'attenzione internazionale è stata la scoperta di affreschi in stile minoico nel palazzo di Kabri. A partire dal 2015, questi sono gli unici dipinti minoici mai scoperti in Israele. In secondo luogo, nel 2013, il Tel Kabri Archaeological Project ha portato alla luce la più antica e grande cantina palatina conosciuta nel Vicino Oriente antico nel palazzo di Tel Kabri.

### Palazzo
L'area del palazzo è stata finora scavata solo parzialmente, per cui non è ancora possibile avere un quadro completo del suo aspetto e del suo sviluppo. Si possono distinguere diverse fasi costruttive, che testimoniano come il palazzo sia stato ripetutamente esteso, ampliato e ristrutturato. Sembra che abbia raggiunto la sua massima estensione e il suo massimo splendore nel Bronzo Medio II (dal 2000 al 1500 a.C.). Diverse stanze sono state decorate con affreschi minoici e in particolare si hanno testimonianze di pitture pavimentali. La pittura della stanza 611 si è conservata relativamente bene e mostra un motivo a scacchiera di quadrati di circa 40 cm, separati da linee rosse. Motivi vegetali sono ancora riconoscibili in vari punti. Nel complesso, tuttavia, la pittura sembra imitare un pavimento in conci. Tali pitture sono ben note nel mondo minoico. Anche le pareti erano ora parzialmente ricoperte di pietra scolpita. Nel 2013 sono stati parzialmente scavati i magazzini del palazzo. In essi sono stati rinvenuti numerosi pezzi di ceramica.